# Lotononis bachmanniana
Lotononis bachmanniana är en ärtväxtart som beskrevs av Dummer. Lotononis bachmanniana ingår i släktet Lotononis och familjen ärtväxter. Inga underarter finns listade i Catalogue of Life.